# Daniel Sousa
Daniel Sousa – amerykański twórca filmów animowanych, nominowany za rok 2013 do nagrody Oscara w kategorii najlepszy krótkometrażowy film animowany za animację Feral.

## Kariera zawodowa
Sousa jest absolwentem Rhode Island School of Design. Studiował  malarstwo i animację, w swojej karierze skupił się jednak na tworzeniu ruchomych obrazów. Jego animacje są przede wszystkim malarskimi pejzażami, oddającymi ulotność wspomnień i emocji. 
Tworzy filmy krótkometrażowe, wykorzystując wątki i motywy odwołujące się do baśni, mitologii i archetypów. Bada relacje między ludzkim rozumem a podświadomością. Swoje filmy pokazywał m.in. na festiwalach w Sundance, Ottawie, Annecy, Hiroshimie. W 2014 roku nominowany do Oscara za animację Feral.
Współzałożyciel grupy artystycznej Handcrankedfilm, poza niezależną działalnością artystyczną współpracuje także z kanałem Cartoon Network. Od 2001 roku wykłada na The Rhode Island School of Design. Nauczał także na Harvard University, Museum School oraz Art Institute of Boston. 

## Filmografia
- 1998: Minotaur
- 2005: Fable
- 2007: The Windmill
- 2009: Drift
- 2012: Feral[2]